# メジロガモ
メジロガモ（目白鴨、Aythya nyroca）は、カモ目カモ科ハジロ属に分類される鳥類。

## 分布
ヨーロッパ南部、西アジア、チベット南部などで繁殖し、インド北部、ロシア西部、ペルシャ湾沿岸部、ナイル川流域などへ移動し越冬する。

## 形態
全長38-42センチメートル。翼長オス17.8-19.3センチメートル、メス17.2-18.5センチメートル。翼開張63-67センチメートル。体重0.6キログラム。
嘴の色彩は灰黒色。嘴先端の爪状の突起（嘴爪）は黒い。後肢の色彩は灰色。
オスの繁殖羽は頭部から胸部にかけての羽衣が赤褐色、体上面の羽衣は緑がかった黒褐色、腹部や尾羽基部の下面を被う羽毛は白い。オスは虹彩が白い。オスの非繁殖羽（エクリプス）やメスは全身の羽衣が褐色。メスは虹彩が褐色。

## 生態
非繁殖地では開けた水場、繁殖地では水生植物の繁茂した河川や湖沼に生息する。
食性は植物食傾向の強い雑食で、主に水生植物（ヒルムシロなど）を食べるが昆虫も食べる。
繁殖形態は卵生。水辺の茂みや水面に浮かぶ水生植物の上にメスが巣を作り、7-11個の卵を産む。抱卵期間は25-27日。

## 人間との関係
干拓による生息地の破壊、乱獲などによる生息数は減少している。以前はアフリカ大陸北部でも繁殖していたが既に繁殖個体群は絶滅し、アフリカ大陸西部やナイル川流域の越冬個体数も激減している。旧ソビエト連邦での1975年における繁殖個体数は140,000ペア、1984年における繁殖個体数は5,200ペアと推定されている。1994年における生息数は75,000羽と推定されている。

## 画像

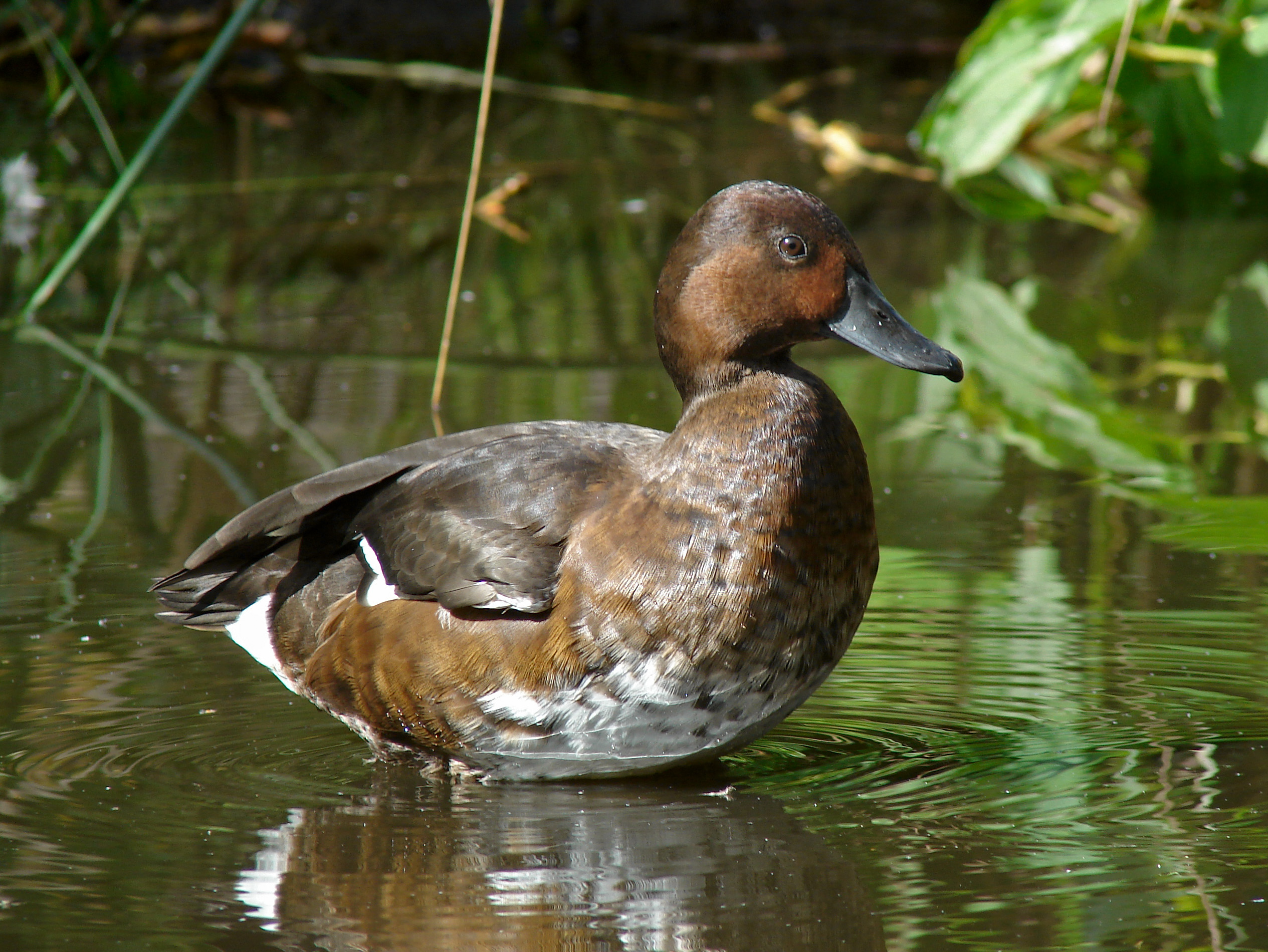
メス
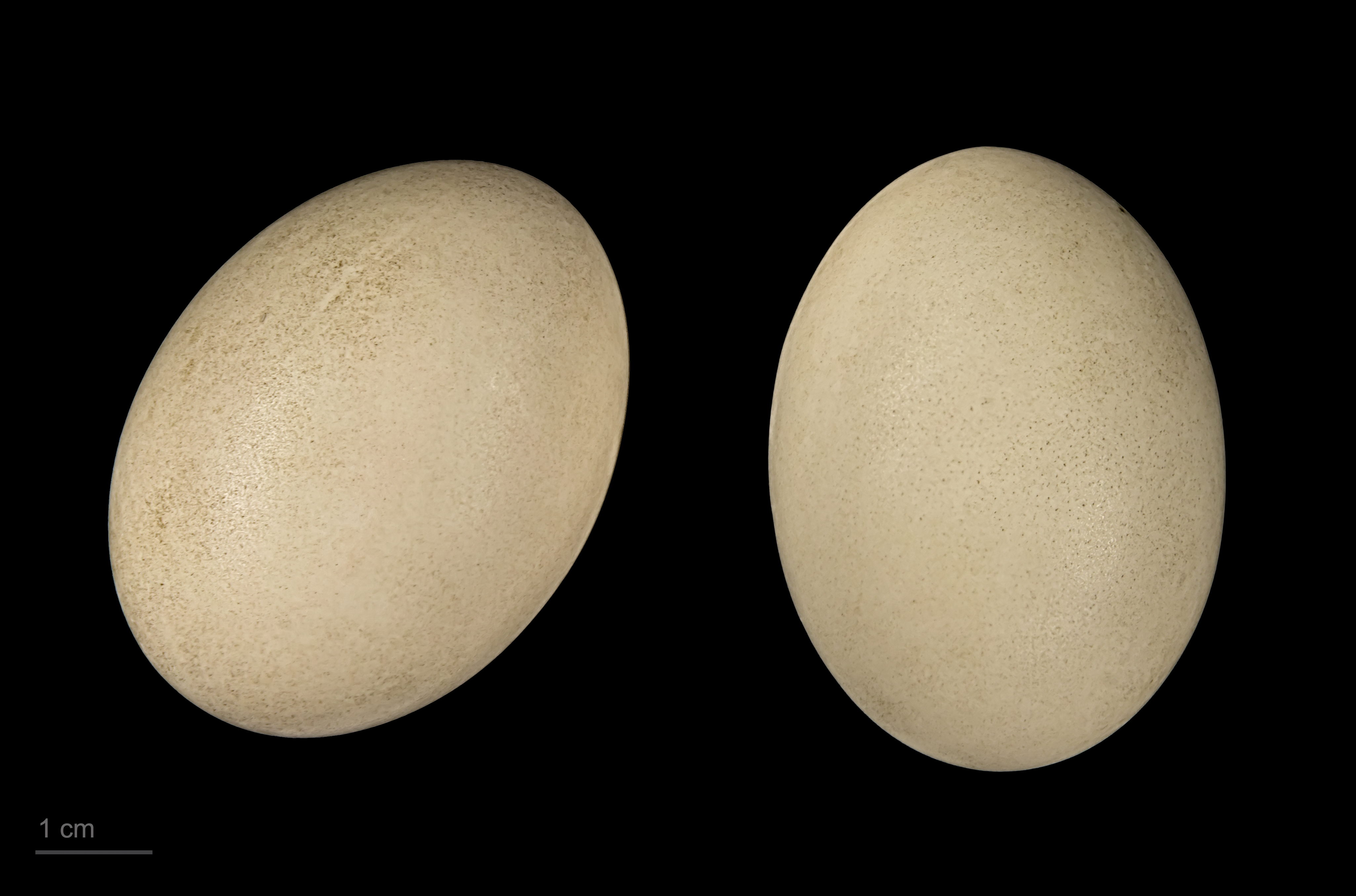
Museum specimen